# 티엔카인
티엔카인(베트남어: Thiên Khánh / 天慶 천경 / 1426년 11월 ~ 1428년 4월)은 베트남 후 쩐 왕조(後陳朝) 비정통 황제 쩐까오(陳暠)의 연호이다. 쩐까오 사후 레러이(黎利)가 후 레 왕조를 개창 하여 건원할 때까지 임시로 사용하였다.

## 개원
- 명(明) 선덕(宣德) 원년(1426년) 11월에 후 쩐 왕조 부흥 후, 연호를 티엔카인(天慶)으로 개원함.[1]

- 티엔카인(天慶) 3년 4월 15일[2](율리우스력 1428년 4월 29일)에 후 레 왕조 개창 후, 연호를 투언티엔(順天)으로 건원함.[1][3]

## 연대 대조표
| 티엔카인 | 서기(西紀) | 간지(干支) | 명나라 연호     |
| 원년     | 1426년     | 병오(丙午) | 선덕(宣德) 원년 |
| 2년      | 1427년     | 정미(丁未) | 선덕 2년        |
| 3년      | 1428년     | 무신(戊申) | 선덕 3년        |

## 동시대 연호

### 중국
명(明)
- 선덕(宣德) (1426년 ~ 1435년)

### 일본
- 오에이(應永) (1394년 ~ 1428년)

## 같이 보기
- 다른 왕조의 같은 연호
  - 일본(日本) 덴교(天慶, 938년 ~ 947년)
  - 흥료국(興遼國) 천경(天慶, 1029년 ~ 1030년)
  - 요(遼) 천경(天慶, 1111년 ~ 1120년)
  - 서하(西夏) 천경(天慶, 1194년 ~ 1206년)

- 베트남의 연호